# امتحان الرتبة الوطنية للحاسوب

شهادة NCRE المستوى 2

امتحان الرتبة الوطنية للحاسوب (NCRE) هو امتحان وطني أجرته وزارة التعليم الصينية لاختبار كفاءة الحاسوب ومهارات البرمجة للطلاب والممارسين غير المتخصصين في الحاسوب. يمكن اختيار لغة البرمجة من قبل الممتحنين، بما في ذلك سي وسي++ وجافا وفيجوال بيسك و بايثون 3. NCRE معترف بها على نطاق واسع من قبل الشركات والمنظمات في الصين.